# Roberto Pineda Duque
Roberto Pineda Duque (* 29. August 1910 in El Santuario/Antioquia; † 14. November 1977 in Bogotá) war ein kolumbianischer Komponist und Musikpädagoge.

## Leben und Wirken
Pineda studierte ab 1936 am Instituto de Bellas Artes in Medellín bei Joaquín Fuster und Carlos Posada Amador. Zugleich wurde er Mitglied des Chores der Kathedrale und später Organist an der Kirche San José. 1942 trat er in das Konservatorium von Cali ein, wo er Schüler von Antonio María Valencia war. 
Von 1946 bis 1948 lebte er als Organist verschiedener Kirchen in Bogotá. Nach vier Jahren als Organist in Medellín ging er 1953 erneut nach Bogotá, um bei Carlo Jacchino und José Rozo Contreras zu studieren. 1955 wurde er Organist der Iglesia de Nuestra Señora de Las Nieves und 1957 Dozent am Konservatorium der Universidad Nacional. Einer seiner Kompositionsschüler war Lucas José Estrada Abadía
Ab 1959 studierte Pineda bei Vincent Persichetti an der Juilliard School of Music in New York. 1964 wurde er Dozent an der Escuela de Música von Bucaramanga. Seit 1971 war er Dozent an der Universidad Pedagógica Nacional und gab Kurse an der Universidad de Tunja. 1973 wurde er Direktor der Banda Sinfónica Nacional.
Er komponierte neben einer Oper zahlreiche kirchenmusikalische Werke, darunter Messen, Psalmen und Requiem, ein Klavier-, ein Violin- und ein Flötenkonzert und weitere Orchesterwerke, Kammermusik und Werke für Klavier, Orgel, Flöte, Violine und andere Soloinstrumente.